# 2007-es Formula–1 maláj nagydíj
A maláj nagydíj volt a 2007-es Formula–1 világbajnokság második futama, amelyet 2007. április 8-án rendeztek meg a maláj Sepang International Circuiten, Sepangban. A pályán egy kör 5,543 km, a verseny 56 körös volt.

## Időmérő edzés
Az első rajtkockát Felipe Massa szerezte meg 1:35,043-as idővel. Mögötte Fernando Alonso és Kimi Räikkönen indult.

| Helyezés | Versenyző            | Csapat/Motor       | 1. rész  | 2. rész  | 3. rész  |
| -------- | -------------------- | ------------------ | -------- | -------- | -------- |
| 1        | Felipe Massa         | Ferrari            | 1:35.340 | 1:34.454 | 1:35.043 |
| 2        | Fernando Alonso      | McLaren-Mercedes   | 1:34.942 | 1:34.057 | 1:35.310 |
| 3        | Kimi Räikkönen       | Ferrari            | 1:35.138 | 1:34.687 | 1:35.479 |
| 4        | Lewis Hamilton       | McLaren-Mercedes   | 1:35.028 | 1:34.650 | 1:36.045 |
| 5        | Nick Heidfeld        | BMW Sauber         | 1:35.617 | 1:35.203 | 1:36.543 |
| 6        | Nico Rosberg         | Williams-Toyota    | 1:35.755 | 1:35.380 | 1:36.829 |
| 7        | Robert Kubica        | BMW Sauber         | 1:35.294 | 1:34.739 | 1:36.839 |
| 8        | Jarno Trulli         | Toyota             | 1:35.666 | 1:35.255 | 1:36.902 |
| 9        | Ralf Schumacher      | Toyota             | 1:35.736 | 1:35.595 | 1:37.078 |
| 10       | Mark Webber          | Red Bull-Renault   | 1:35.727 | 1:35.579 | 1:37.345 |
| 11       | Heikki Kovalainen    | Renault            | 1:36.092 | 1:35.630 |          |
| 12       | Giancarlo Fisichella | Renault            | 1:35.879 | 1:35.706 |          |
| 13       | David Coulthard      | Red Bull-Renault   | 1:35.730 | 1:35.766 |          |
| 14       | Szató Takuma         | Super Aguri-Honda  | 1:36.430 | 1:35.945 |          |
| 15       | Jenson Button        | Honda              | 1:35.913 | 1:36.088 |          |
| 16       | Vitantonio Liuzzi    | Toro Rosso-Ferrari | 1:36.140 | 1:36.145 |          |
| 17       | Scott Speed          | Toro Rosso-Ferrari | 1:36.578 |          |          |
| 18       | Anthony Davidson     | Super Aguri-Honda  | 1:36.816 |          |          |
| 19       | Alexander Wurz       | Williams-Toyota    | 1:37.326 |          |          |
| 20       | Christijan Albers    | Spyker-Ferrari     | 1:38.279 |          |          |
| 21       | Adrian Sutil         | Spyker-Ferrari     | 1:38.415 |          |          |
| 22       | Rubens Barrichello*  | Honda              | 1:36.827 |          |          |

* Rubens Barrichello tízhelyes rajtbüntetést kapott motorcsere miatt.

## Futam

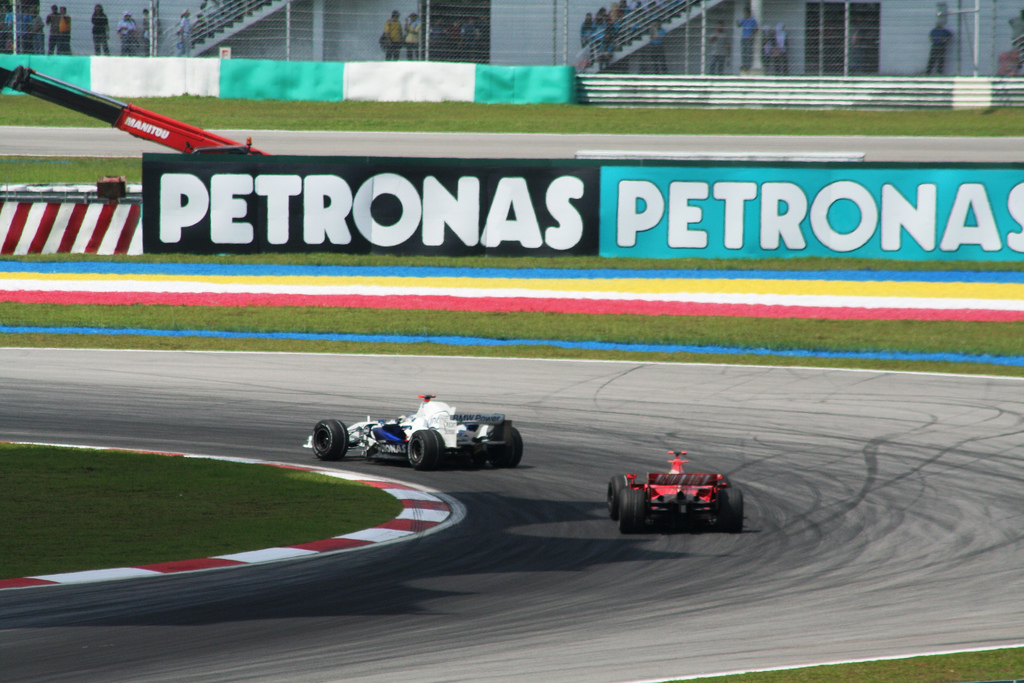
Heidfeld és Massa a maláj nagydíjon

Fernando Alonso és a negyedik helyről induló Lewis Hamilton is a rajtnál a két Ferrari elé tudott kerülni. Alonso megerősítette vezető pozícióját Hamilton előtt, akit a rajt után a harmadik helyre visszaeső Massa megpróbált megelőzni, ennek következtében az ötödik helyre esett vissza Heidfeld mögé. A futam során nem is tudta megelőzni Heidfeldet. A verseny végeredménye kettős McLaren győzelem lett. Räikkönen harmadik, Heidfeld negyedik, Massa ötödik lett. A további pontszerzők Giancarlo Fisichella, Jarno Trulli és Heikki Kovalainen voltak. A leggyorsabb kör Hamiltoné lett: ideje 1:36,701 volt. Rosberg, Coulthard, Albers és Sutil kiesett.
A maláj nagydíj után Alonso átvette a vezetést az egyéni pontversenyben. A McLaren megerősítette első helyét a konstruktőrök között.

| Helyezés | Rajtszám | Versenyző            | Csapat/Motor       | Futott kör | Idő/Kiesés oka | Rajthely | Pont |
| -------- | -------- | -------------------- | ------------------ | ---------- | -------------- | -------- | ---- |
| 1        | 1        | Fernando Alonso      | McLaren-Mercedes   | 56         | 1h32:14.930    | 2        | 10   |
| 2        | 2        | Lewis Hamilton       | McLaren-Mercedes   | 56         | + 17.557       | 4        | 8    |
| 3        | 6        | Kimi Räikkönen       | Ferrari            | 56         | + 18.339       | 3        | 6    |
| 4        | 9        | Nick Heidfeld        | BMW Sauber         | 56         | + 33.777       | 5        | 5    |
| 5        | 5        | Felipe Massa         | Ferrari            | 56         | + 36.705       | 1        | 4    |
| 6        | 3        | Giancarlo Fisichella | Renault            | 56         | + 1:05.638     | 12       | 3    |
| 7        | 12       | Jarno Trulli         | Toyota             | 56         | + 1:10.132     | 8        | 2    |
| 8        | 4        | Heikki Kovalainen    | Renault            | 56         | + 1:12.015     | 11       | 1    |
| 9        | 17       | Alexander Wurz       | Williams-Toyota    | 56         | + 1:29.924     | 19       |      |
| 10       | 15       | Mark Webber          | Red Bull-Renault   | 56         | + 1:33.556     | 10       |      |
| 11       | 8        | Rubens Barrichello   | Honda              | 55         | + 1 kör        | 22       |      |
| 12       | 7        | Jenson Button        | Honda              | 55         | + 1 kör        | 15       |      |
| 13       | 22       | Szató Takuma         | Super Aguri-Honda  | 55         | + 1 kör        | 14       |      |
| 14       | 19       | Scott Speed          | Toro Rosso-Ferrari | 55         | + 1 kör        | 17       |      |
| 15       | 11       | Ralf Schumacher      | Toyota             | 55         | + 1 kör        | 9        |      |
| 16       | 23       | Anthony Davidson     | Super Aguri-Honda  | 55         | + 1 kör        | 18       |      |
| 17       | 18       | Vitantonio Liuzzi    | Toro Rosso-Ferrari | 55         | + 1 kör        | 16       |      |
| 18       | 10       | Robert Kubica        | BMW Sauber         | 55         | + 1 kör        | 7        |      |
| Ki       | 16       | Nico Rosberg         | Williams-Toyota    | 42         | Hidraulika     | 6        |      |
| Ki       | 10       | David Coulthard      | Red Bull-Renault   | 36         | Fékhiba        | 13       |      |
| Ki       | 21       | Christijan Albers    | Spyker-Ferrari     | 7          | Motorhiba      | 20       |      |
| Ki       | 20       | Adrian Sutil         | Spyker-Ferrari     | 0          | Baleset        | 21       |      |

## A világbajnokság élmezőnyének állása a verseny után
| H | Versenyzők           | Pont | H | Konstruktőrök    | Pont |
| - | -------------------- | ---- | - | ---------------- | ---- |
| 1 | Fernando Alonso      | 18   | 1 | McLaren-Mercedes | 32   |
| 2 | Kimi Räikkönen       | 16   | 2 | Ferrari          | 23   |
| 3 | Lewis Hamilton       | 14   | 3 | BMW Sauber       | 10   |
| 4 | Nick Heidfeld        | 10   | 4 | Renault          | 8    |
| 5 | Giancarlo Fisichella | 7    | 5 | Toyota           | 3    |

## Statisztikák
Vezető helyen:
- Fernando Alonso: 52 (1–18 / 22-40 / 42–56)
- Lewis Hamilton: 2 (19-20)
- Nick Heidfeld: 1 (21)
- Kimi Räikkönen: 1 (41)

Fernando Alonso 16. győzelme, Felipe Massa 4. pole-pozíciója, Lewis Hamilton 1. leggyorsabb köre.
- McLaren 149. győzelme.
- Ez volt Fernando Alonso első győzelme McLarennel.